# Grumento Nova

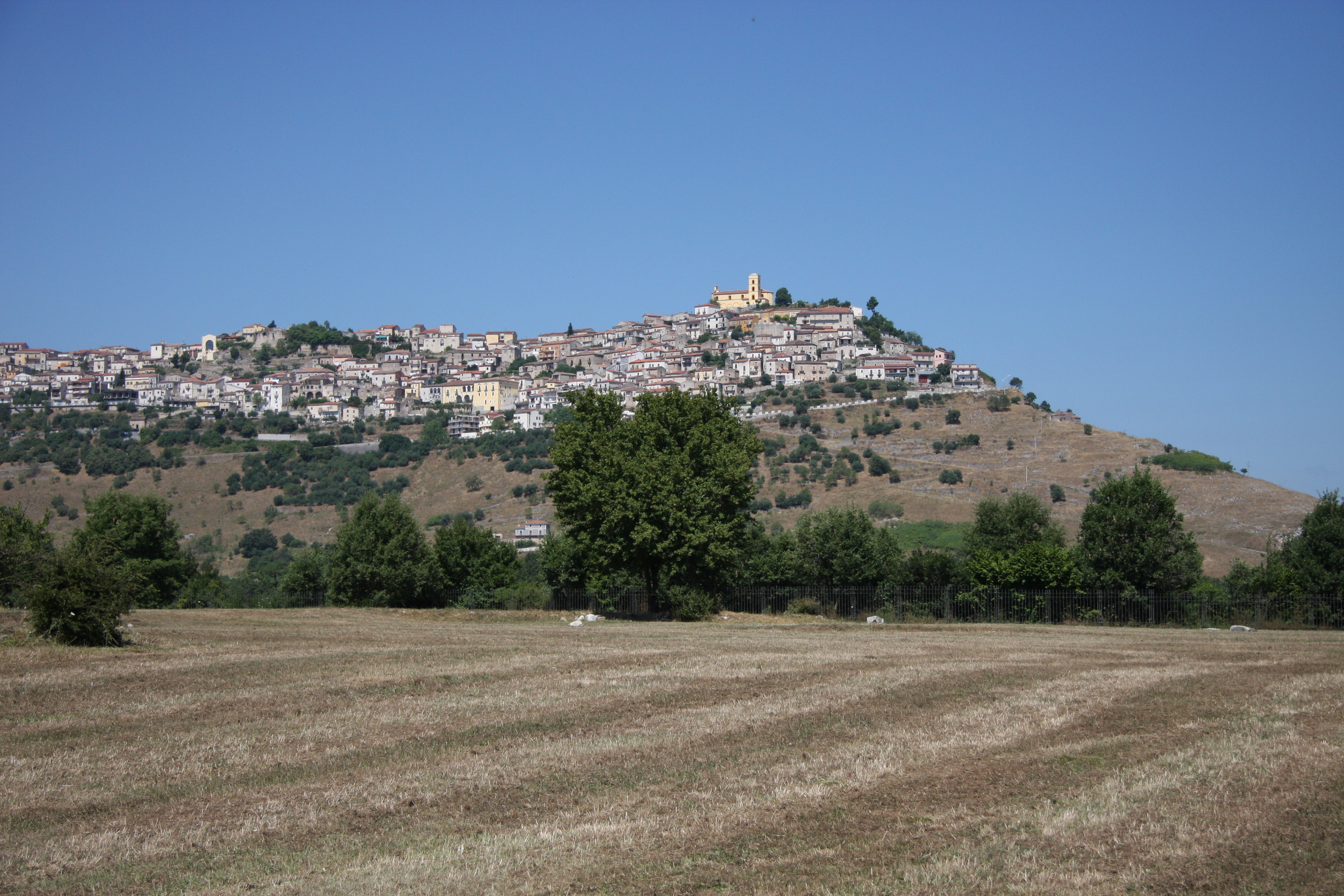
Grumento Nova

Grumento Nova ist eine süditalienische Gemeinde (comune) mit 1538 Einwohnern (Stand 31. Dezember 2023) in der Provinz Potenza in der Basilikata. Die Gemeinde liegt etwa 39,5 Kilometer südsüdöstlich von Potenza und gehört zur Comunità Montana Alto Agri. Bis 1932 hieß die Gemeinde noch Saponaria di Grumento. Im Osten liegt ein Teil des Lago Pietra del Pertusillo.

## Geschichte
954 wurde die Gemeinde unter dem Namen Saponara gegründet.

## Verkehr
Durch die Gemeinde verläuft die Strada Statale 598 di Fondo Valle d'Agri von Atena Lucana nach Eraclea. Grumento hat einen Flugplatz (Aviosuperficie) für die Allgemeine Luftfahrt.